# Tannach (St. Mang)
Tannach ist ein historischer Ortsname, der eine Einöde der kreisfreien Stadt Kempten (Allgäu) bezeichnete. Der Ortsteil gehörte bis 1972 zur Ruralgemeinde Sankt Mang, die in diesem Jahr Kempten wiederangefügt wurde. Mit Schreiben der Regierung von Schwaben vom 15. Oktober 1981 wurde der Gemeindeteilname aufgehoben und als Hausnummer 6 dem Weilers Kargen zugeordnet, gut 150 Meter westlich von Kargen in seiner bisherigen Ausdehnung (Hausnummer 3). Dadurch sollten Verwechslungen mit dem gleichnamigen Weiler im 1972 erweiterten Stadtgebiet von Kempten, nämlich Tannach der früheren Gemeinde St. Lorenz vermieden werden.

## Geschichte
Die erste gesicherte Nachricht über ein Tannach auf der rechten Uferseite der Iller stammt aus einer Landtafel des Jahres 1738. 1819, als aus Tannach und weiteren Orten die Gemeinde Sankt Mang gebildet wurde, lebten in dem Einzelhof sieben Bewohner. Die Hauptmannschaft Lenzfried war Tannach übergeordnet.
1900 sind für Tannach zwei Anwesen mit acht Bewohnern belegt. 1954 lebten auf der Einöde sechs Menschen. Die Einzelsiedlung wurde zuletzt im Amtlichen Ortsverzeichnis zur Volkszählung am 27. Mai 1970 mit drei Einwohnern nachgewiesen.